# Bougneau
Bougneau – miejscowość i gmina we Francji, w regionie Nowa Akwitania, w departamencie Charente-Maritime.
Według danych na rok 1990 gminę zamieszkiwało 450 osób, a gęstość zaludnienia wynosiła 31 osób/km² (wśród 1467 gmin regionu Poitou-Charentes Bougneau plasuje się na 589. miejscu pod względem liczby ludności, natomiast pod względem powierzchni na miejscu 613.).